# Југославија на Зимским олимпијским играма 1956.
Југославији (Федеративна Народна Република Југославија) је ово било шесто учешће на Зимским олимпијским играма. Игре су одржане 1956. године у Кортини д'Ампецо, Италија. 
Југославија је на ове игре послала укупно 17 такмичара који су се такмичили у нордијском дисциплинама и алпском скијању. Као и на пет претходних олимпијада, југословенски спортисти нису освојили ни једну медаљу. Најбољи пласман остварила је женска штафета 3 x 5 km, освојивши 9. место. 

## Алпско скијање
| Спортиста      | Дисциплина     | Поз. | Резултат                       |
| -------------- | -------------- | ---- | ------------------------------ |
| Франц Цвенкељ  | спуст (м)      | 22.  | 3.28,5 (+36,3)                 |
| Франц Цвенкељ  | велеслалом (м) | 40.  | 3.33,7 (+33,6)                 |
| Франц Цвенкељ  | слалом (м)     | 42.  | 4.26,9 (+1.12,2) 1.58,3+2.28,6 |
| Лудвиг Дорниг  | спуст (м)      | 29.  | 3.41,1 (+48,9)                 |
| Лудвиг Дорниг  | велеслалом (м) | 47.  | 3.42,4 (+42,3)                 |
| Лудвиг Дорниг  | слалом (м)     | 28.  | 4.02,7 (+48,0) 1.49,3+2.13,4   |
| Јоже Илија     | спуст (м)      | дк   | дисквалификован                |
| Јоже Илија     | велеслалом (м) | 51.  | 3.44,8 (+44,7)                 |
| Јоже Илија     | слалом (м)     | 43.  | 4.39,8 (+1.25,1) 2.17,5+2.22,3 |
|                |                |      |                                |
| Слава Зупанчич | спуст (ж)      | 28.  | 1.54,5 (+13,8)                 |
| Слава Зупанчич | велеслалом (ж) | 32.  | 2.07,9 (+11,4)                 |
| Слава Зупанчич | слалом (ж)     | 32.  | 2.43,5 (+51,2) 1.35,0+1.08,5   |

## Скијашко трчање
| Спортиста                                               | Дисциплина          | Поз. | Резултат                                         |
| ------------------------------------------------------- | ------------------- | ---- | ------------------------------------------------ |
| Здравко Хлебања                                         | 15 km (м)           | 43.  | 56.32 (+6.53)                                    |
| Здравко Хлебања                                         | 30 km (м)           | 42.  | 2:01.47 (+17.41)                                 |
| Матевж Кордеж                                           | 15 km (м)           | 49.  | 57.09 (+7.30)                                    |
| Матевж Кордеж                                           | 30 km (м)           | 32.  | 1:57.48 (+13.42)                                 |
| Цвето Павчич                                            | 15 km (м)           | 47.  | 56.55 (+7.16)                                    |
| Јанез Павчич                                            | 15 km (м)           | 45.  | 54.41 (+5.02)                                    |
| Јанез Павчич                                            | 30 km (м)           | дк   | дисквалификован                                  |
| Штефан Робач                                            | 30 km (м)           | 45.  | 2:03.55 (+19.49)                                 |
| Штефан Робач                                            | 50 km (м)           | дк   | дисквалификован                                  |
| Здравко Хлебања Цвето Павчич Матевж Кордеж Јанез Павчич | 4x10 km штафета (м) | 13.  | 2:33.45 (+18.15) (38.10 / 39.03 / 38.27 / 38.05) |
|                                                         |                     |      |                                                  |
| Амалија Белај                                           | 10 km (ж)           | 32.  | 45.32 (+7.21)                                    |
| Мара Рекар                                              | 10 km (ж)           | 33.  | 45.36 (+7.25)                                    |
| Нада Бирко                                              | 10 km (ж)           | 35.  | 46.03 (+7.52)                                    |
| Бисерка Воденлич                                        | 10 km (ж)           | 36.  | 46.28 (+8.17)                                    |
| Амалија Белај Бисерка Воденлич Нада Бирко               | 3x5 km штафета (ж)  | 9.   | 1:18.54 (+9.53) (26.38 / 26.39 / 25.37)          |

## Скијашки скокови
| Спортиста     | Дисциплина | Поз. | Резултат                  |
| ------------- | ---------- | ---- | ------------------------- |
| Јоже Зидар    | 120 m (м)  | 22.  | 194,0 поена (75,0+74,0 m) |
| Албин Рогељ   | 120 m (м)  | 23.  | 192,5 поена (71,0+74,5 m) |
| Јанез Полда   | 120 m (м)  | 24.  | 191,5 поена (74,5+74,0 m) |
| Јанез Горишек | 120 m (м)  | 50.  | 162,0 поена (63,5+63,5 m) |